# Phasia freyreisii
Phasia freyreisii är en tvåvingeart som beskrevs av Christian Rudolph Wilhelm Wiedemann 1830. Phasia freyreisii ingår i släktet Phasia och familjen parasitflugor. Inga underarter finns listade i Catalogue of Life.